# Албанска национална армија
Албанска национална армија (АНА; алб. Armata Kombëtare Shqiptare), позната по свом акрониму АКШ (од алб. AKSh), албанска је сепаратистичка милиција која за циљ има успостављање иредентистичке Велике Албаније. Противи се Охридском споразуму који је окончао сукобе у Републици Македонији између Ослободилачке националне армије и македонских снага безбједности.
Према Гарију Брехеру, под маском герилске борбе, АНА се бави кријумчарењем, трговином дрогом, трговином људима, етничким чишћењем и другим незаконитим радњама. Основана је у јулу 2001. године, а први пут се огласила 3. августа исте године.

## Идеологија
Главни циљ АНА је провођење у дјело иредентистичког пројекта „Велика Албанија“. У саставу те државе поред постојеће Републике Албаније, требало би да уђу области у саставу сусједних држава, и то: у Србији су то аутономна покрајина Косово и Метохија (самопроглашена Република Косово) и јужни дио Јужне и источне Србије (међу Албанцима позната као Прешевска долина), у Црној Гори јужни дио државе, у Грчкој њен сјеверозапад тј. окрузи Теспротија и Превеза, као и остатак територије која се некада налазила у саставу Јањинског вилајета (међу Албанцима област позната као Чамерија), као и западни дијелови Северне Македоније.
Међутим, 2008. године командант „Арбери“ је рекао, да АНА не жели створити Велику Албанију, него је њен главни циљ заштита територијалног интегритета самопроглашене Републике Косово.
АНА је својим активности у опасност доводила припаднике УНМИК-а, КФОР-а и ОЕБС-а, занемарујући међународно право.
По неким изворима, „Национални комитет за ослобођење окупираних територија“ и „Фронт за национално уједињење Албанаца“ представљају политичко крило АНА.

## Величина и састав
Многи припадници АНА су прије били у саставу ОВК, ОВПМБ и ОНА. Неколико десетина припадника су арапски плаћеници, који су војну обуку прошли у Авганистану, Ираку, Чеченији и на Косову и Метохији.
Према британским новинама, 2003. године АНА је у свом саставу имала између 50 и 70 припадника. Према косовском листу Експрес, 2007. године АНА је бројала више од 12 хиљада припадника.
 Према изворима руског листа РБК-а, АНА је 2007. имала између 20 и 40 хиљада припадника. Према идеологу АНА Гафуру Адиљију, АНА је 2007. године имала 5 хиљада војника. Према Радомиру Малићу, АНА је 2007. године на територији Косова и Метохије имала око 10 хиљада војника.
Од Албанске националне армије, као тајне организације, не могу се добити поуздани подаци о броју припадника. Претпоставља се да је 2019. број припадника нарастао на 12.000.